# Feliks Klimczak
Feliks Klimczak (ur. 28 sierpnia 1949 w Sopocie) – polski polityk, rolnik, poseł na Sejm I kadencji.

## Życiorys
Ukończył w 1975 studia na Wydziale Ekonomiki Transportu Uniwersytetu Gdańskiego. Zajmował stanowiska kierownicze m.in. w budownictwie rolnym i spółdzielczości pracy.
Od 1980 działacz rolniczej „Solidarności”. W latach 1991–1993 sprawował mandat posła I kadencji z ramienia Porozumienia Ludowego, wybranego w okręgu toruńsko-włocławskim. W drugiej połowie lat 90. był członkiem Ruchu Społecznego AWS. W rządzie Jerzego Buzka pełnił funkcję podsekretarza stanu w Ministerstwie Rolnictwa i Rozwoju Wsi. Wstąpił do Prawa i Sprawiedliwości, w wyborach parlamentarnych w 2007 bez powodzenia kandydował do Sejmu z listy tej partii.
Zajmował także stanowisko prezesa Polskiego Klubu Wyścigów Konnych (2010–2014).